# Fontaine Louis XII
La Fontaine Louis-XII est une fontaine du XVIe siècle située à Blois, en Centre-Val de Loire.
Une précédente fontaine datait du XIIIe siècle. Elle était située près du marché au grain mais a été détruite. C’est sous Louis XII qu’elle fut reconstruite, au moment où le maître fontainier Pierre de Valence effectuait des travaux de canalisation dans la ville.

## Histoire
La fontaine Louis-XII est attestée, pour la première fois durant le XIIIe siècle sous le nom de « L'Arsis des comtes de Blois », en référence à de vastes halles commerciales installées par les comtes à proximité de l'abbaye de Bourg-Moyen. 
En 1492, puis en 1515, des travaux de rénovation sont effectués sur la fontaine sans que son apparence ne change. Pierre de Valence, célèbre maître fontainier, s’occupe de la reconstruction des canalisations des fontaines de Blois entre 1511 et 1512. De nombreuses fontaines et puits sont alors édifiés dans la ville entre 1512 et 1525. En 1573 ou 1575, la fontaine de l’Arsis apparaît sur un dessin de François de Belleforest. 
Au cours du XVIe siècle, la fontaine de l’Arsis est renommée, pour la première fois, « La Grande Fontaine ». 
Lors de la création de la place Louis-XII, entre 1819 et 1823, la fontaine est déplacée à son endroit actuel. C’est à cette époque, en 1820, qu’elle finit par être rebaptisée « Fontaine Louis-XII ». Mal entretenue et en ruines, elle échappe toutefois à la destruction. La fontaine est classée aux monuments historiques depuis 1840. Elle est donc restaurée pour la première fois en 1893. 
Durant la Seconde Guerre mondiale, plus précisément en 1940, elle échappe aux bombardements qui détruisent le centre-ville. La fontaine fut de nouveau restaurée en 1988.